# Alexis Iermolov
Pour les articles homonymes, voir Iermolov.
Alexis Petrovitch Iermolov (en russe : Алексе́й Петро́вич Ермо́лов ; 24 mai 1777 - 11 avril 1861), est un général de premier plan de la Russie du XIXe siècle. Romantique dans son style et célèbre dans son siècle, sa vie sera source d'inspiration pour des poètes tels que Pouchkine ou Joukovski.

## Jeunesse
Alexis Petrovitch  est issu d'une famille de grande noblesse appauvrie, d'origine tatare, enregistrée dans l'Orel. Fils d'un petit pomiechtchik de la région de Mtsensk (Orel) et d'une proche parente du général-poète Denis Davidov, il sort diplômé de l'université de Moscou et intègre la Garde impériale en s'engageant dans le régiment Préobrajensky le 16 janvier 1787. Après quatre années, il est promu lieutenant, muté aux dragons de Nijni Novgorod où il est promu capitaine. Il intègre alors le corps des cadets chez les ingénieurs et les artilleurs en 1793. Il est dépêché cette même année en Pologne pour mater l'insurrection de Kościuszko. Lors de l'assaut de Prague, il reçoit l'ordre de Saint-Georges de quatrième classe le 12 janvier 1795. Puis, l'année suivante, il prend part à l'expédition russe en Perse de 1796.
Il est arrêté le 7 janvier 1799 pour conspiration contre le tsar, passant deux années en exil à Kostroma où il apprend le latin. L'assassinat de Paul Ier en 1801 et l'accession au trône d'Alexandre Ier lui permet de reprendre du service dans l'armée et de servir sous Souvorov, affecté au 8e régiment d'artillerie le 13 mai 1801, puis à l'artillerie à cheval le 21 juin 1801.

## Guerres napoléoniennes

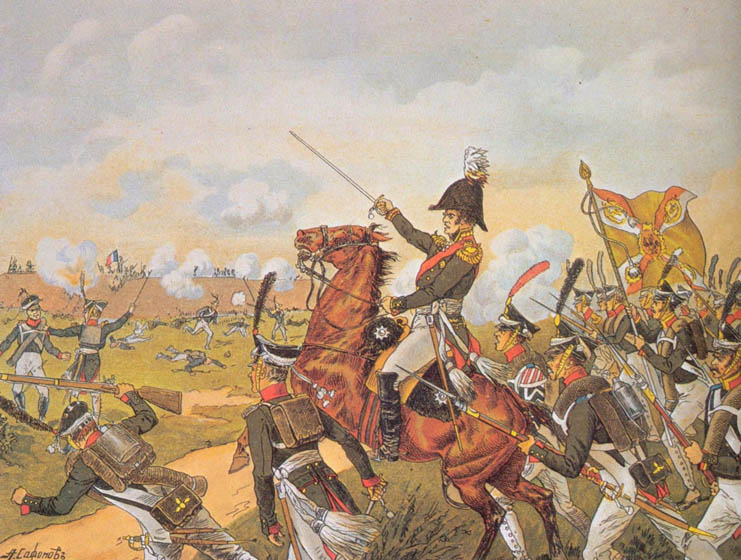
Le général Iermolov menant la contre-attaque contre la Grande Redoute à la bataille de la Moskova. Illustration par Sazonov, début du XXe siècle.

Il va briller lors de cette période. Iermolov sert lors de la Troisième Coalition en 1805, et participe aux batailles d'Amstetten et d'Austerlitz. Il se distingue et est promu colonel le 16 juillet 1806. Au cours de la Quatrième Coalition, il est dans l'avant-garde de Bagration, au sein de laquelle il se distingue à la bataille d'Eylau. Commandant une compagnie d'artillerie à cheval, il participe aussi aux journées d'Heilsberg et de Friedland. En récompense de ses faits d'armes, il est fait chevalier de l'ordre de Saint-Georges le 7 septembre 1807. Il deviendra major-général le 28 mars 1808 et inspecteur de l'artillerie à cheval. L'année 1809 le voit inspecter l'artillerie de l'armée du Danube ; la Cinquième Coalition le laisse en retrait, au commandement les réserves, et il reste deux années à Podolsk.
En 1811, il prend le commandement d'une compagnie de l'artillerie de la Garde, et en 1812, il est attaché au quartier-général de la première l'armée de l'Ouest de Barclay de Tolly. La Sixième Coalition lui fait prendre part aux batailles de Smolensk et Valoutino, ainsi qu'à une dispute entre Bagration et Barclay de Tolly où il en appellera au tsar Alexandre Ier. Il devient lieutenant-général le 12 novembre 1812. Lors de la bataille de la Moskova, il est blessé en reprenant la Grande Redoute, ce qui lui vaut d'être reçu dans l'ordre de Sainte-Anne. En octobre-novembre 1812, il sert sous le général Miloradovitch et combat à Maloïaroslavets, Viazma et Krasnoï, puis passe sous le commandement du général Rosen, obtenant peu après sa promotion au poste de commandant de l'artillerie des armées russes jusqu'en 1814.
La Campagne d'Allemagne (1813) le voit réaffecté à la 2e division de la Garde après avoir été accusé d'insubordination. Il est présent à Lützen, Bautzen, et s'illustre à Kulm où il reçoit la croix fer prussienne. Pendant la campagne de France, Iermolov fait preuve de valeur à la bataille de Paris à la suite de laquelle il s'élève dans l'ordre de Saint-Georges le 7 avril.

## Le Caucase
Devenu général d’artillerie, il est chargé de mener à bien des opérations de sûreté, où il se distingue par la brutalité de ses répressions. Il répond à Alexandre Ier :

« Je désire que mon nom soit synonyme de terreur qui gardera mieux nos frontières qu'une chaîne de forteresses »

— .
Il est nommé commandant en chef des forces russes en Géorgie et commandant du corps indépendant de Géorgie le 21 avril 1816. Cette nomination lui attire un certain nombre d'inimitiés, mais il prouve son habileté comme administrateur en fortifiant la Sounja, fondant Grozny et pacifiant les tribus locales en 1817-1818 mais aussi en négociant avec la Perse en 1818. Ces succès lui valent la promotion au grade de général d’infanterie le 4 mars 1814, et le droit de cumuler les titres de commandant en chef en Géorgie et d’ambassadeur en Perse pendant dix années. Il réussit à être aimé de ses hommes mais reste en conflit avec le ministre de la Guerre.
En 1825, il prévient son secrétaire diplomatique Alexandre Griboïedov à la suite du coup d'État avorté des Décembristes, lui permettant d’éviter d’être jugé. En 1827, sa carrière reçoit un brutal coup d'arrêt avec la nomination d’Ivan Paskevitch, favori d’Alexandre Ier de Russie et brillant général contre les Perses. Il est mis à la retraite avec pension le 7 décembre 1827. Quatre années plus tard, il retrouve toutefois son rang et est nommé au Conseil d'État.

## Retraite
Les trente dernières années de sa vie se passent dans son château près d'Orel. Il est sollicité pour mener une troupe de milice paysanne durant la Guerre de Crimée, ce qu'il décline pour raison de santé. Il meurt le 23 avril 1861 à Moscou et est enterré à la chapelle de la Trinité d'Orel.

## Descendance
Resté célibataire, le général a eu plusieurs enfants illégitimes, qu'il a reconnus et dotés, issus de différentes épouses temporaires musulmanes, dont notamment :
- Victor-Bakhtiar A. (1820-1892), fils de Syouïda ;
- Sever-Allahyar A. (1824-1894), Claude-Omar A. (1823-1895) et Sofia-Khana A. (+1870), fils et fille de Totaï (+ 1875). Sofia-Khana est restée musulmane et a épousé le pacha du village de Gili ;
- Nicolas A. (1836-1890).

Tous ont assuré une postérité au général.

## Écrits
Il laisse ses mémoires en trois parties (début de carrière, guerres napoléoniennes, Caucase) qui seront éditées en deux volumes après son décès.

## Bibliothèque personnelle

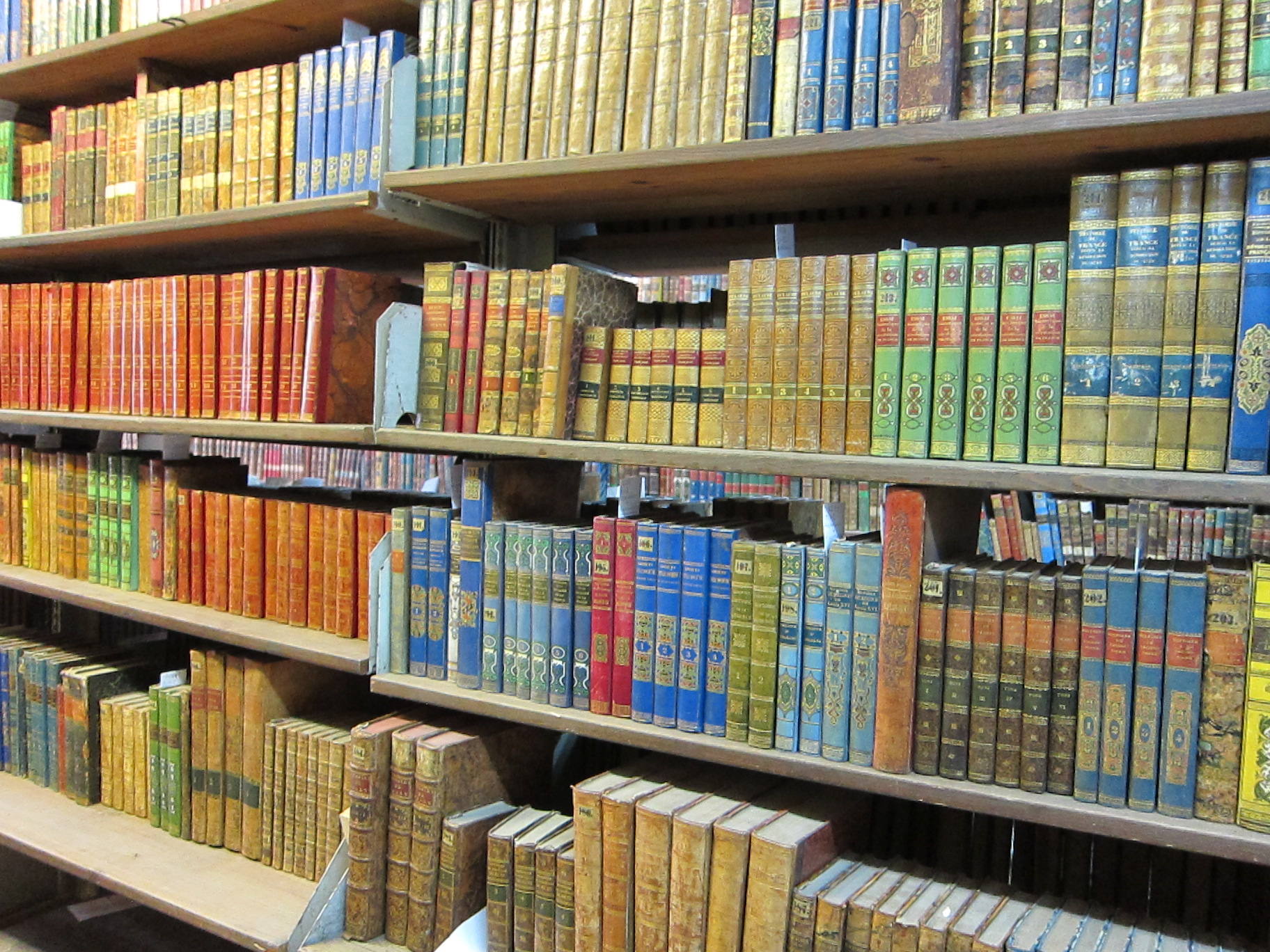
Bibliothèque d'Alexis Iermolov.

En 1855, Alexis Iermolov vend sa bibliothèque personnelle à caractère universel à l'Université de Moscou, soit un total d'environ 7 800 volumes portant sur l'histoire, la philosophie, l'art, l'art militaire. La plupart des livres sont en français, d'autres sont en italien, en anglais, en allemand et en russe. Beaucoup d'exemplaires gardent les inscriptions de donation et des autographes de plusieurs personnes célèbres (Vassili Joukovski, Denis Davydov, Avraam Norov, James Wylie et d'autres). La collection a également une section des cartes et plans avec plus de 160 exemplaires. Aujourd'hui, la bibliothèque Iermolov est conservée à la Réserve des livres rares et des manuscrits de la Bibliothèque scientifique de l'Université de Moscou Lomonossov.
La disposition des livres est gardée telle qu'elle a été chez Iermolov, en 29 sections. La majorité des exemplaires ont gardé leurs reliures uniques réalisées sous la commande du général.

## Distinctions
Ordre de Saint-André, Ordre de Saint-Georges, Ordre de Saint-Vladimir (1re classe), Ordre de Saint-Alexandre Nevski, Ordre de l'Aigle blanc, Ordre de Sainte-Anne (1re classe), ainsi que deux épées « pour le courage » dont une avec diamants ; décorations étrangères : Ordre de l'Aigle rouge (1re classe), Pour le Mérite et Croix de fer (Prusse), Ordre militaire de Marie-Thérèse (troisième classe, Autriche), Ordre du mérite militaire de Charles-Frédéric (Bade), Ordre du Lion et du Soleil (Perse).
Une statue équestre en bronze lui est élevée à Oriol en 2012.